# Mike Ditka
Michael Keller „Mike“ Ditka junior (* 18. Oktober 1939 in Carnegie, Pennsylvania als Michael „Mike“ Dyczko), Spitzname: Iron Mike, ist ein ehemaliger US-amerikanischer American-Football-Spieler und -Trainer. Er war Spieler und Trainer in der National Football League (NFL) und war bei den Chicago Bears am Gewinn ihrer letzten beiden Meisterschaften beteiligt. Als Spieler gewann er das NFL Championship Game und als Head Coach den Super Bowl (XX). Als Spieler gewann er auch mit den Dallas Cowboys den Super Bowl (Super Bowl VI). Ditka ist heute Geschäftsmann und Sportmoderator.

## Herkunft
Ditkas Vorfahren kamen aus den Gebieten des heutigen Polen, Irlands, Deutschlands und der Ukraine. Er wuchs als ältestes von vier Kindern in der Stahl- und Kohleregion von Nord-Pennsylvania auf. Der ursprüngliche Familienname Dyczko wurde von der Familie geändert, da er schwer auszusprechen war. Sein Vater Mike diente im Zweiten Weltkrieg beim United States Marine Corps. Seine Mutter Charlotte musste daher die ersten beiden Kinder alleine aufziehen. Ditka besuchte in seiner Heimatregion die Highschool. Er betrieb neben American Football Basketball und Baseball und wurde aufgrund seiner Leistungen in die regionale Auswahlmannschaft gewählt.

## Spielerlaufbahn

### College
Ditka studierte von 1958 bis 1960 an der University of Pittsburgh. In allen drei Studienjahren bekam er in sämtlichen Spielen seiner Mannschaft Einsatzzeit und konnte jeweils die meisten Passfänge für sein Team verbuchen. Neben Tight End spielte er auch als Defensive End, Linebacker und Punter. Zwar gewannen die Pittsburgh Panthers während des Studiums von Ditka in jeder Saison mehr Spiele als sie verloren, der Einzug in ein Bowl-Spiel gelang ihnen aber nicht. 1960 wurde Ditka Mannschaftskapitän seines Teams und wurde in diesem Jahr auch zum All American gewählt. Ditka ist seit seinem Studium Mitglied der Sigma Chi Fraternity.

### NFL
Ditka wurde im NFL Draft 1961 in der ersten Runde an fünfter Stelle von den Chicago Bears ausgewählt. In seiner Rookiesaison fing er 56 Pässe für einen Raumgewinn von 1.076 Yards – eine Bestleistung, die bis zum Jahr 2024 Bestand haben sollte – und zwölf Touchdowns. 1963 zogen die Bears unter ihrem Head Coach George Halas in das NFL Championship Game gegen die New York Giants ein. Sie konnten das Spiel mit 14:10 gewinnen, Ditka gelangen in diesem Spiel drei Passfänge für einen Raumgewinn von 38 Yards. 1963 war auch sein statistisch bestes Spieljahr. Er fing 75 Pässe für einen Raumgewinn von 897 Yards und erzielte dabei fünf Touchdowns. Die Anzahl seiner Passfänge ließ bei Ditka ab 1964 kontinuierlich nach. 1967 wurde er an die Philadelphia Eagles abgegeben, konnte aber, unter anderem bedingt durch eine Verletzung, an seine Erfolge, die er bei den Bears erzielt hatte, nicht anschließen.
1969 gaben die Eagles Ditka an die von Tom Landry trainierten Dallas Cowboys ab. Ditka kam bei den Cowboys überwiegend als Ersatzspieler zum Einsatz. Seine Leistungen blieben im Mittelmaß. 1970 fing er nur noch acht Pässe in der Saison. Mit dem Einsatz von Roger Staubach als Quarterback der Cowboys stieg allerdings auch die Einsatzzeit von Ditka ab 1971 wieder deutlich an. Den Cowboys gelang in diesem Jahr der Einzug in den Super Bowl VI gegen die Miami Dolphins. Ditkas Team gewann mit 24:3. Ditka fing dabei einen Touchdownpass von Staubach. Nach der Saison 1972 beendete Ditka seine Spielerlaufbahn.

## Trainerlaufbahn

### Assistent in Dallas
Der General Manager der Cowboys, Tex Schramm, verpflichtete Ditka 1973 sofort als Assistenztrainer von Tom Landry. Landry war als pedantischer Analytiker bekannt, der zahlreiche Neuerungen und Verbesserungen in den Footballsport eingeführt hatte. Darüber hinaus machte er sich auch als Ausbilder von jungen Nachwuchstrainern einen Namen. Ditka sollte davon profitieren. Er verbrachte neun Jahre in Dallas, achtmal gelang den Cowboys dabei der Einzug in die Play-offs. Dreimal zogen die Cowboys in den Super Bowl ein, den Super Bowl XII konnten sie 1977 gegen die Denver Broncos mit 27:10 gewinnen.

### Chicago Bears
1982 verpflichtete George Halas Ditka als Head Coach der Bears. Die Bears waren damals eines der schlechtesten Teams der Liga, und auch Ditka brauchte eine Saison, um die Leistungen der Mannschaft zu steigern. 1985 konnte Ditka mit seinem Team das erfolgreichste Jahr feiern. Sie konnten in der Regular Season 15 ihrer 16 Spiele gewinnen. Sein Quarterback Jim McMahon hatte ein ausgezeichnetes Jahr und wurde in den Pro Bowl gewählt. Walter Payton erzielte als Runningback einen Raumgewinn von 1.551 Yards und die Defense war eine der besten Abwehrreihen der Liga. In den Play-offs wurden zunächst die New York Giants mit 21:0 und danach im NFC Championship Game die Los Angeles Rams mit 24:0 geschlagen. Im Super Bowl waren die New England Patriots beim 46:10-Sieg der Bears dann weitestgehend chancenlos.
Auch die nachfolgenden Spieljahre waren für Ditka erfolgreich. 1986 wurden 14 von 16 Spielen gewonnen. In den Play-offs musste man sich allerdings früh den Washington Redskins mit 27:13 geschlagen geben. Im folgenden Jahr, 1987, war die Mannschaft aus Washington, D.C. erneut in den Play-offs, nach einer Saison mit elf Siegen, nicht zu schlagen. In der Saison 1988 waren dann die San Francisco 49ers in den Play-offs ein nicht zu überwindender Gegner. Die Mannschaft mit Head Coach Bill Walsh und Quarterback Joe Montana konnte die Bears mit 28:3 besiegen. 1989 hatten die Bears dann ein schwächeres Jahr und zogen nicht in die Play-offs ein. In den folgenden beiden Jahren gelang der Mannschaft von Ditka erneut eine jeweils positive Saisonbilanz, es wurden 11 von 16 Spielen gewonnen. Gegen die New York Giants schieden sie allerdings 1990 in den Play-offs mit 31:3 aus. 1991 mussten sie sich den Cowboys mit 17:13 geschlagen geben. 1992 beendete Ditka nach einer Bilanz von fünf Siegen bei 16 Spielen seine Trainerlaufbahn in Chicago.

### New Orleans Saints
Ditka trainierte von 1997 bis 1999 die New Orleans Saints. Er konnte allerdings keine Saison positiv gestalten. Der Einzug in die Play-offs gelang ihm nicht mehr.
Im NFL Draft 1999 tauschte er alle Rechte für ihre sechs Spieler in diesem Jahr und die Rechte für die erste und dritte Runde im NFL Draft 2000 an die Washington Redskins, um Ricky Williams als fünften Spieler auszuwählen.

## Nach der NFL
Von 1992 bis zu seiner Verpflichtung bei den New Orleans Saints arbeitete Ditka als Fernsehmoderator bei der National Broadcasting Company (NBC) und moderierte Sportübertragungen der NFL. Nachdem er die Saints verlassen hatte, arbeitete er erneut bei diversen Rundfunksendern, zurzeit ist er als Moderator für Spiele der NFL bei ESPN beschäftigt. Im Jahr 2005 hatte Ditka eine Nebenrolle in der Komödie Fußballfieber – Elfmeter für Daddy. Er spielte sich selbst als Coach und Erzfeind von Robert Duvalls Charakter. Im Film hilft er Will Ferrells Charakter, eine Fußballjugendmannschaft zu trainieren, wobei Ferrell immer mehr Züge von Ditka annimmt.
Seit 2020 ist er Eigentümer und Chairman der Extreme Football League.

## Ehrungen
Ditka wurde fünfmal in den Pro Bowl, sechsmal zum All Pro und zweimal zum NFL Coach of the Year gewählt. Er ist Mitglied in dem NFL 75th Anniversary All-Time Team, in der National Polish-American Sports Hall of Fame, seit 1988 in der Pro Football Hall of Fame und seit 1986 in der College Football Hall of Fame. Die Zeitschrift The Sporting News wählte ihn zu einem der besten 100 Footballspieler aller Zeiten. Ditka ist neben Tom Flores der einzige Mensch, der als Spieler, Assistenztrainer und Trainer einen Super Bowl gewonnen hat.

## Vorfälle um Ditka
Der impulsive Ditka machte nicht nur als Spieler und Trainer Schlagzeilen. 1983 geriet er während einer Halbzeitbesprechung derart in Rage, dass er einen Spind demolierte und sich dabei ein Handgelenk brach. 1985 wurde er von der Polizei betrunken hinter dem Steuer seines Autos angehalten. 1987 warf er ein Stück Kaugummi nach einem Fan der 49ers, der ihn zuvor mit einem Getränkebecher beworfen und verärgert hatte. 1988 erlitt er inmitten der Saison einen Herzinfarkt.

## Abseits des Spielfelds

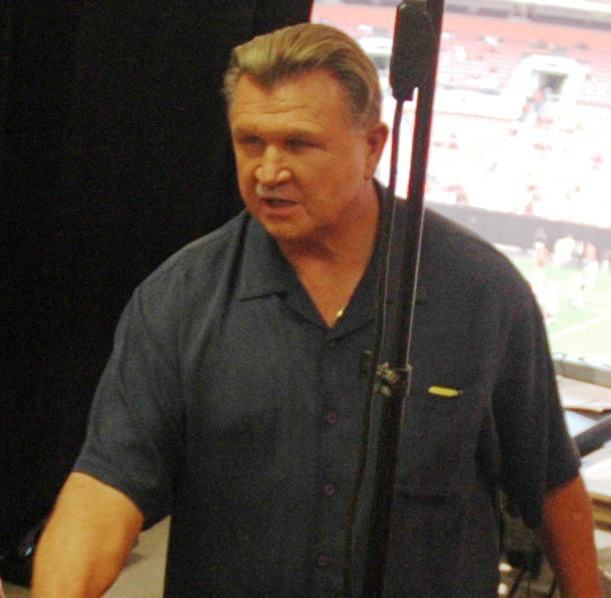
Mike Ditka, 2006

Ditka hat vier Kinder mit seiner ersten Ehefrau und ist zum zweiten Mal verheiratet. Er ist Mitbesitzer der Chicago Rush, einer Footballmannschaft der Arena Football League. Er trat zwischendurch in Fernsehshows und immer wieder in Kino- und Fernsehfilmen, unter anderem in der Sitcom Immer wieder Jim, auf und versuchte bisher erfolglos, als Politiker Fuß zu fassen. Ditka sammelt Geld für ehemalige, verarmte NFL-Spieler, um deren medizinische Versorgung sicherzustellen. Er ist begeisterter Golfspieler und Besitzer einer Restaurantkette. Als Geschäftsmann ist er an mehreren Unternehmen beteiligt. Das 1987 veröffentlichte Videoalbum The Grabowski Shuffle wurde 1987 in den USA mit einer Platin-Schallplatte ausgezeichnet.